# 1996 في فلسطين
يعتبر إجراء انتخابات الرئاسية الفلسطينية وفوز ياسر عرفات بالإضافة لاغتيال يحيى عياش أبرز أحداث عام 1996 في فلسطين.

## أبرز الأحداث
من أبرزها:
- 7 يناير - شيع ما يزيد عن 100000 شخص في القدس يحيى عياش أبرز قادة حركة حماس الذي اغتيل من قبل إسرائيل.
- 10 يناير - إسرائيل تبدأ الإفراج عن سجناء فلسطينيين بناء على اتفاقياتها مع السلطة الفلسطينية.
- 21 يناير - منع سكان القدس من المشاركة في انتخابات الرئاسة الفلسطينية الذي أعلن فيها فوز ياسر عرفات كرئيس للسلطة الوطنية الفلسطينية.
- 25 فبراير - حركة حماس تنفذ انفجاران انتحاريان في القدس وأشكلون تسفر عن قتل 25 شخص.
- 3 مارس - حماس تنفذ عملية تفجير انتحارية في حافلة في القدس تقتل 19 شخصا.
- 5 مارس - حماس تنفذ عملية انتحارية جديدة في تل أبيب تقتل 14 شخصا.
- 21 مارس - السلطات الإسرائيلية تهدم ثلاث منازل فلسطينية لاتهام أصحابها بتنفيذ عمليات انتحارية.
- 25 إبريل - السلطة الفلسطينية تعلن أنها سوف تلغي الفقرات التي تدعو لتدمير إسرائيل من الميثاق الوطني الفلسطيني.
- 2 مايو - السلطات الإسرائيلية تعلن أنها سوف تبدأ إعادة نشر القوات في مدينة الخليل.
- 30 مايو - حزب الليكود اليميني بزعامة بنيامين نتنياهو يفوز في الانتخابات الإسرائيلية ويصبح نتنياهو رئيس وزراء إسرائيل.
- 22 يونيو - عقد قمة في القاهرة بحضور 13 رئيس عربي و8 رؤساء آخرين لبحث خطط رئيس وزراء إسرائيل الجديد فيما يخص عملية السلام.
- 20 سبتمبر - إسرائيل تعلن اعتزامها بناء 2000 منزل جديد في مستوطنة في الضفة الغربية.
- 25 سبتمبر - هبة النفق
- 8 أكتوبر - عرفات يصل إلى إسرائيل للقاء الرئيس الإسرائيلي عزرا وايزمن.
- 11 ديسمبر - السلطات الإسرائيلية تعلن الموافقة على مشروع بناء مستوطنة جديدة في القدس الشرقة في جبل أبو غنيم، مما يتسبب في غضب الشارع الفلسطيني واندلاع مواجهات مع الجيش الإسرائيلي.
- 30 ديسمبر - السلطة الفلسطينية وإسرائيل تتوصلان إلى اتفاق لأعادت الانتشار للجيش الإسرائيلي في مدينة الخليل في الضفة الغربية.

## وفيات
- 5 يناير - إسرائيل تغتال يحيى عياش قائد كتائب القسام.